# Gele rietvink
De gele rietvink (Lonchura flaviprymna) is een zangvogel uit de familie van de prachtvinken (Estrildidae).

## Verspreiding en leefgebied
Deze soort is endemisch in noordwestelijk Australië.